# Rhynchosia pseudo-cajan
Rhynchosia pseudo-cajan är en ärtväxtart som beskrevs av Jacques Cambessèdes. Rhynchosia pseudo-cajan ingår i släktet Rhynchosia och familjen ärtväxter. Inga underarter finns listade i Catalogue of Life.